# Boulder Falls (St. Lucia)
Boulder Falls ist der Name mehrerer kleiner Wasserfälle auf der Karibikinsel St. Lucia.

## Geographie
Der Wasserfall ist einer aus einer ganzen Reihe von Kaskaden, die am Oberlauf, in der Schlucht des Doree River liegen. Er ist eines der Wanderziele im Grenzgebiet der Quarter (Distrikte) Choiseul und Laborie. Er liegt auf einer Höhe von ca. 180 m. Südlich und unterhalb liegen die Devil’s Falls, The Holy Grail Falls und De Briel Waterfall, sowie die Bat Cave Falls.